# Wendy Torrance

Wendy Torrance in Shining interpretata da Shelley Duvall

Winnifred "Wendy" Torrance è un personaggio immaginario protagonista femminile del romanzo horror Shining dello scrittore statunitense Stephen King e pubblicato nel 1977. Compare anche nel prologo di Doctor Sleep, seguito di Shining.
È interpretato da Shelley Duvall nella trasposizione cinematografica del libro diretta da Stanley Kubrik e da Rebecca De Mornay nella miniserie televisiva del 1997 diretta da Mick Garris.
Nel romanzo di  Stephen King il personaggio di Wendy è accostato alla figura femminile nel patriarcato, ovvero la donna di casa che accudisce i figli, non lavora e si aspetta che qualcun altro -e quindi il padre, l'uomo, il capofamiglia- si occupi dell'economia. Wendy si aspetta che Jack faccia questo e quello senza pensare se davvero è quello che vuole, e da per scontato che sia così; King sottolinea come questa categoria sia sottoposta sì all'uomo, ma in qualche modo o in certi casi lo incatena, lo costringe spesso a dover lavorare e a fare mestieri che detesta, per poter mantenere la casa e i figli.
Questa categoria di donne pretende che l'uomo adempia ai suoi doveri, anche a quelli coniugali: difatti la Wendy del romanzo dimentica subito i problemi legati alle figure demoniache che hanno attaccato il figlio quando Jack cerca e riesce a distrarla toccandole il seno e seducendola, finendo così per fare l'amore con lei. Wendy è a capo di un carrozzone in festa, un carrozzone pieno però di insidie e di incombenze.
Da qualche metro di distanza può sembrare uno spasso, ma quando sali a bordo sono mille micro traumi. 
Nella versione cinematografica il personaggio è molto meno sfumato sia nel libro che nella serie (sceneggiata dallo stesso King), dove compare come personaggio "centrale", tanto che alcuni critici hanno parlato apertamente di "due differenti versioni di Wendy Torrance".. Stephen King ha spesso dichiarato che la remissività di Wendy è uno dei principali motivi della sua avversione al film di Kubrick. La scrittrice Chelsea Quinn Yarbro aveva peraltro criticato la "debolezza" della Wendy del romanzo, imputandola a una generale inabilità di King a dipingere convincenti personaggi femminili..
Altri critici hanno parlato della Wendy del romanzo come di una "moderna eroina gotica", benché non stereotipata.